# Javier Arando
Arando  Ramos est un nom espagnol. Le premier nom de famille, en général paternel, est Arando ; le second, en général maternel, souvent omis, est Ramos.
Javier Arando Ramos, né le 24 février 1994 à Potosí, est un coureur cycliste bolivien.

## Palmarès et résultats

### Palmarès par année
- 2011
  - 2e du championnat de Bolivie du contre-la-montre juniors
  - 2e du championnat de Bolivie sur route juniors
  -  Médaillé d'argent du championnat d'Amérique du Sud sur route juniors
  -  Médaillé de bronze du championnat d'Amérique du Sud du contre-la-montre juniors
- 2013
  - 3e du championnat de Bolivie du contre-la-montre espoirs
- 2015
  -  Champion de Bolivie sur route espoirs
  -  Champion de Bolivie du contre-la-montre espoirs
- 2016
  - Vuelta Orgullo Wanka :
    - Classement général
    - 3e étape

  - 2e du championnat de Bolivie du contre-la-montre espoirs
  - 2e du championnat de Bolivie sur route espoirs
- 2017
  -  Champion de Bolivie du contre-la-montre
  - Tour de Potosí :
    - Classement général
    - 3e étape

  - 3e du championnat de Bolivie sur route
- 2018
  -  Champion de Bolivie du contre-la-montre
  - Prix de Saint-Julien-de-Toursac[1],[2]
  - Tour de Cochabamba :
    - Classement général
    - 2e étape

  - Tour du Pérou
  - 3e du championnat de Bolivie sur route

### Classements mondiaux
| Année            | 2014 |
| ---------------- | ---- |
| UCI America Tour | 357e |